# Augustin Beer

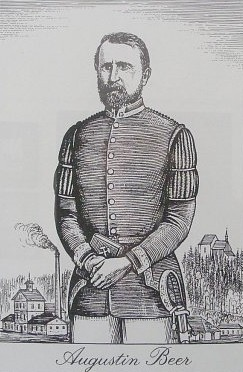
Augustin Jindřich Beer

Augustin Jindřich Beer (15. července 1815 Příbram – 7. dubna 1879 Příbram) byl český montanista, báňský inženýr a vysokoškolský pedagog.

## Život
V Příbrami začal studovat na gymnáziu, které pak dokončil v Praze, a následně absolvoval báňskou akademii v Banské Štiavnici. Poté nastoupil do státních služeb. Absolvoval několik studijních cest po zahraničí a nakonec se vrátil zpět do rodné Příbrami, kde se dál věnoval odborné činnosti. V letech 1853 až 1863 byl ředitelem dolu Františka Josefa I. na Březových Horách.
Souběžně se od roku 1849 věnoval pedagogické činnosti na Montánním učilišti v Příbrami, kde byl nejprve asistentem. Po krátkém působení na nové Horní škole v Příbrami, kde vyučoval budoucí důlní dozorce, se vrátil ve funkci profesora vrátil v roce 1863 na Montánní učiliště, brzy přejmenované na Báňskou akademii. V letech 1875–1878 vykonával funkci ředitele.
Zemřel v Příbrami a je pohřben na tamním hřbitově.

## Dílo
V roce 1852 vydal první moderní českou báňskou příručku Počátkové horního měřičství. V roce 1858 sepsal publikaci o hlubinném vrtání Erdbohrkunde, která dosáhla mezinárodního významu.
Zejména v mládí ale vytvořil také několik básnických a dramatických děl, např. divadelní hru Loupežníci na Čertové hoře nebo báseň Horníkův domov.